# Viljami Kalliokoski
Viljami Kalliokoski (* 15. Mai 1894 in Halsua; † 20. Januar 1978 in Kokkola) war ein finnischer Politiker und von 1940 bis 1946 Vorsitzender des Landbunds.

## Leben
Viljami Kalliokoski wurde 1894 als Sohn der Bauern Matti Kalliokoski und Leena Kaisa Kalliokoski in Halsua im westfinnischen Mittelösterbotten geboren. Viljami wurde selbst Bauer und übte diesen Beruf bis 1964 aus. 1930 bis 1938 arbeitete er für die Zeitung Keskipohjanmaa, außerdem war er von 1945 bis 1949 Geschäftsführer der Genossenschaft Pellervo-Seura.
Kalliokoski war über mehrere Jahrzehnte hinweg Mitglied des finnischen Parlaments für den Landbund. 1922 wurde er dort das erste Mal hineingewählt. Er blieb hierauf bis 1945 im Parlament. Seine zweite Mandatsperiode dauerte von 1948 bis 1962. Im Kabinett Kallio IV seines Parteikollegen Kyösti Kallio war er stellvertretender Landwirtschaftsminister. Danach war er von 1940 bis 1944 und später von 1954 bis 1956 in verschiedenen Kabinetten Landwirtschaftsminister.
Innerhalb des Landbundes vertrat Kalliokoski sozialradikale Positionen und gehörte zu den entschiedenen Kritikern der rechtsextremen Lapua-Bewegung. Außerdem befürwortete er eine Beibehaltung der Prohibition in Finnland, die jedoch mit dem Prohibitions-Referendum 1931 beendet wurde. Nach den Parlamentswahlen in Finnland 1945 trat er nach Auseinandersetzungen mit Urho Kekkonen vom Amt des Parteivorsitzenden zurück. Sein Nachfolger wurde 1946 Vieno Sukselainen. Im Vorfeld der Präsidentschaftswahl 1956 wurde 1954 Kalliokoski vom Bezirksverband Mittelösterbotten als Kandidat vorgeschlagen. In einer innerparteilichen Abstimmung unterlag Kalliokoski allerdings Urho Kekkonen mit 10 zu 62 Stimmen.